# Ernesto Gehrmann
Ernesto Gehrmann, detto Finito (Oberá, 7 maggio 1945), è un ex cestista argentino.

## Carriera
Con l'Argentina ha disputato due edizioni dei Campionati mondiali (1967, 1974).